# نوربرت تسيلر
نوربرت تسيلر (بالألمانية: Norbert Zeller )‏ (و. 1950 – م) هو سياسي، من ألمانيا، ولد في فريدريشسهافن، هو عضوٌ في الحزب الديمقراطي الاجتماعي الألمانيشارك في الانتخابات الرئاسية الألمانية 1999 ‏.

## مناصب
تولى منصب عضو مجلس الشورى الموحد بادن فورتمبيرغ ‏.